# Deianira
Deianira es un género  de plantas con flores perteneciente a la familia Gentianaceae.  Comprende 8 especies descritas y de estas, solo 7 aceptadas.

## Taxonomía
El género fue descrito por Cham. & Schltdl. y publicado en Linnaea 1: 195. 1826.

## Especies aceptadas
A continuación se brinda un listado de las especies del género Deianira aceptadas hasta marzo de 2014, ordenadas alfabéticamente. Para cada una se indica el nombre binomial seguido del autor, abreviado según las convenciones y usos.
- Deianira cordifolia Herzog
- Deianira cyathifolia (Lhotsky ex Progel) Malme
- Deianira damazioi Barb.Rodr.
- Deianira divaricata
- Deianira erubescens Cham. & Schltdl. - centaura del Brasil[3]
- Deianira nervosa Cham. & Schltdl. - centaura del Brasil[3]
- Deianira pallescens Cham. & Schltdl.